# イルクート (航空機メーカー)
イルクートは、イルクーツク航空機工場、ベリーエフ、ヤコブレフ設計局、BETA AIRを含むロシア連邦のイルクーツクを拠点とする航空機メーカーである。同社は14,000人以上を雇用する。

## 概要
会社は1932年3月28日にロシアのザバイカルでイルクーツク航空機工場として設立された。1992年の民営化後は製造ラインの見直しや製造品質の向上を図り1997年にはロシア企業としては初めてISO-9002を取得した。2002年12月19日に、臨時株主総会でJSC科学と生産法人イルクートに名前が変更された。2004年には、A・S・ヤコヴレフ記念試作設計局を買収した。
主な製造品はSu-27とSu-30戦闘機やベリエフの飛行艇で、Yak-130練習機も生産する。同様にMS-21旅客機の設計、生産の作業も行う。2008年のファーンボロー国際航空ショーではエアバスA320とエアバスA321の貨物機仕様への改造の協力協定を締結した(2011年に凍結)。

## 再構築
ロシア政府はイルクート、イリューシン、ミコヤン、スホーイ、ツポレフを新会社である統一航空機製造会社に合併した。
イルクートは同様にインドの航空機製造会社であるヒンドスタン航空機とイリューシンによって設計される予定の多目的輸送機Il-214の合弁事業に参加している。

## 収益
2008年にイルクートは$3480万ドルに相当する収益を計上した。同社の売上高は2007年度よりも25%多い$12.5億ドルに相当する金額だった。

## 株主

### 2006年1月16日の時点
- 44% - 管理
- 32% - 浮動株
- 12% - スホーイ
- 10% - EADS
- 2% - 従業員

### 2010年9月の時点
- 80.9% - 統一航空機製造会社
- 11.8% - スホーイ
- 7.21% - 浮動株

## 製造品目
- Su-27
- Su-30MKI/SM/KN
- Be-200
- Yak-130
- イルクート200（ロシア語版）
- イルクート850
- MS-21